# Colubotelson joyneri
Colubotelson joyneri är en kräftdjursart som först beskrevs av Nicholls 1944.  Colubotelson joyneri ingår i släktet Colubotelson och familjen Phreatoicidae. Inga underarter finns listade i Catalogue of Life.